# Кысык
Кысык (в верховье Большой Кысык) (башкир. ҡыҫыҡ — «узкий») — река на Южном Урале, приток реки Лемеза. Длина — 17 километра. Образуется в западной части Южного Урала. Течёт почти точно на юг.

## История
Рядом с устьем на правом берегу был посёлок лесорубов Кысык (он же Пищетара, по-башкирски Пиштар).
Вокруг посёлка Кысык по речке долгое время велись масштабные лесоразработки. К Кысыку вела узкоколейная железная дорога. В настоящее время на месте посёлка лишь только поляна.
Места по речке не заселены. Лес сильно повреждён былыми вырубками, но постепенно восстанавливается.

## Данные водного реестра
По данным государственного водного реестра России относится к Камскому бассейновому округу, водохозяйственный участок реки — Сим от истока и до устья, речной подбассейн реки — Белая. Речной бассейн реки — Кама.
Код объекта в государственном водном реестре — 10010200612211100019345.